# Volodymyr Hrojsman
Volodymyr Hrojsman (ukrajinsky Володимир Борисович Гройсман; * 20. ledna 1978 Vinnycja) je ukrajinský politik, v letech 2016–2019 byl předseda vlády Ukrajiny. Dříve působil jako předseda ukrajinského parlamentu, vicepremiér, ministr pro místní rozvoj v první vládě Arsenije Jaceňuka a starosta města Vinnycja.

## Život
Narodil se do rodiny soustružníka a dílenského mistra Boryse Isaakovyče Hrojsmana. Po ukončení střední školy ve svém rodném městě se stal v roce 1994 obchodním ředitelem soukromé společnosti Oko (od roku 1992 pracoval jako zámečník), v letech 2000–2003 studoval právo na Mezioblastní akademii personálního managementu.
V letech 2005 až 2009 byl členem Bloku Naše Ukrajina.
V roce 2002 se stal, mj. spolu se svým otcem Borysem, radním města Vinnycja a v roce 2005 byl pověřen vedením města, starostou byl zvolen ve volbách v březnu 2006. V roce 2010 post obhájil ziskem 77,81 % hlasů. Funkci starosty opustil v roce 2014, aby se mohl věnovat práci ve vládě. Do té byl jmenován po protestech na Majdanu, kdy se stal vicepremiérem a ministrem pro místní rozvoj. Po rezignaci premiéra Arsenije Jaceňuka v červenci 2014 byl Hrojsman považován za jeho pravděpodobného nástupce. Jelikož ale Jaceňukova rezignace nebyla přijata, zůstal v předchozí funkci. Po ukrajinských parlamentních volbách z října 2014, ve kterých kandidoval a byl zvolen za Blok Petra Porošenka, byl dne 27. prosince zvolen předsedou ukrajinského parlamentu.
Dne 14. dubna 2016 byl jmenován ukrajinským premiérem.

## Vyznamenání
- Řád za zásluhy II. třídy (Ukrajina, 27. června 2012) – za významný osobní přínos k budování státu, socioekonomický, vědecký, technický, kulturní a vzdělávací rozvoj ukrajinského státu, za významné pracovní úspěchy a vysokou profesionalitu[4]
- Řád za zásluhy III. třídy (Ukrajina, 26. června 2008) – za významný osobní přínos k rozvoji ústavních základů ukrajinské státnosti, mnoho let usilovné práce, za vysokou profesionalitu a při příležitosti dne Ústavy Ukrajiny[5]
- rytíř Řádu za zásluhy Polské republiky (Polsko, 10. listopadu 2011)[6]